# 四川华鳊
四川华鳊（学名：Sinibrama taeniatus）为輻鰭魚綱鯉形目鯝科华鳊属的鱼类，是中国的特有物种。分布于四川省峨眉、嘉定、苏稽等，常见于江河的干流。该物种的模式产地在峨眉山。體長可達14.8公分，生活習性不明。